# Pejagan (Bangkalan)
Pejagan is een bestuurslaag in het regentschap Bangkalan van de provincie Oost-Java, Indonesië. Pejagan telt 16.054 inwoners (volkstelling 2010).